# Ясениця (притока Турця)
Ясеніца (словац. Jasenica) — річка; ліва притока Турця, протікає в окрузі Турчянські Теплиці.
Довжина приблизно 10,5—11,0 км. Витік знаходиться в масиві Ж'яр (схил гори Ровні лази) — на висоті приблизно 650 метрів.
Впадають потоки Брештянка і Лучки. Протікає територією сіл Будіш; Рудно; Льєшно; Каляменова і Словенске Правно. Впадає в Турець на висоті приблизно 455—460 метрів.